# Balma Freda
La Balma Freda o Balma de l'Ermità és una cova del terme municipal de Monistrol de Calders, al Moianès. En aquesta comarca és habitual la pronúncia bauma, que és acceptada per la normativa. Per tant, sovint aquest indret és conegut com a Bauma Freda o Bauma de l'Ermità.
És a prop de l'extrem sud-est del terme, també al sud-est de l'Om i al nord de l'Otzetó, a la dreta del torrent de l'Om, que és la riera que ha erosionat aquesta balma. També és a l'extrem sud-oest del Serrat del Trompa.
Queda davant mateix i al nord de la pista rural que ressegueix el torrent de l'Om per la riba esquerra i enllaça Monistrol de Calders amb la carretera de Granera a la B-124. El lloc, i la mateixa balma, són de molt fàcil accés.
Al bell mig de la balma, a la seva meitat occidental, hi ha una petita plataforma on hi ha les restes d'una minúscula construcció, que podria ser l'eremitori, o habitacle, del suposat ermità que vivia en aquest lloc.